# 矢田橋梁

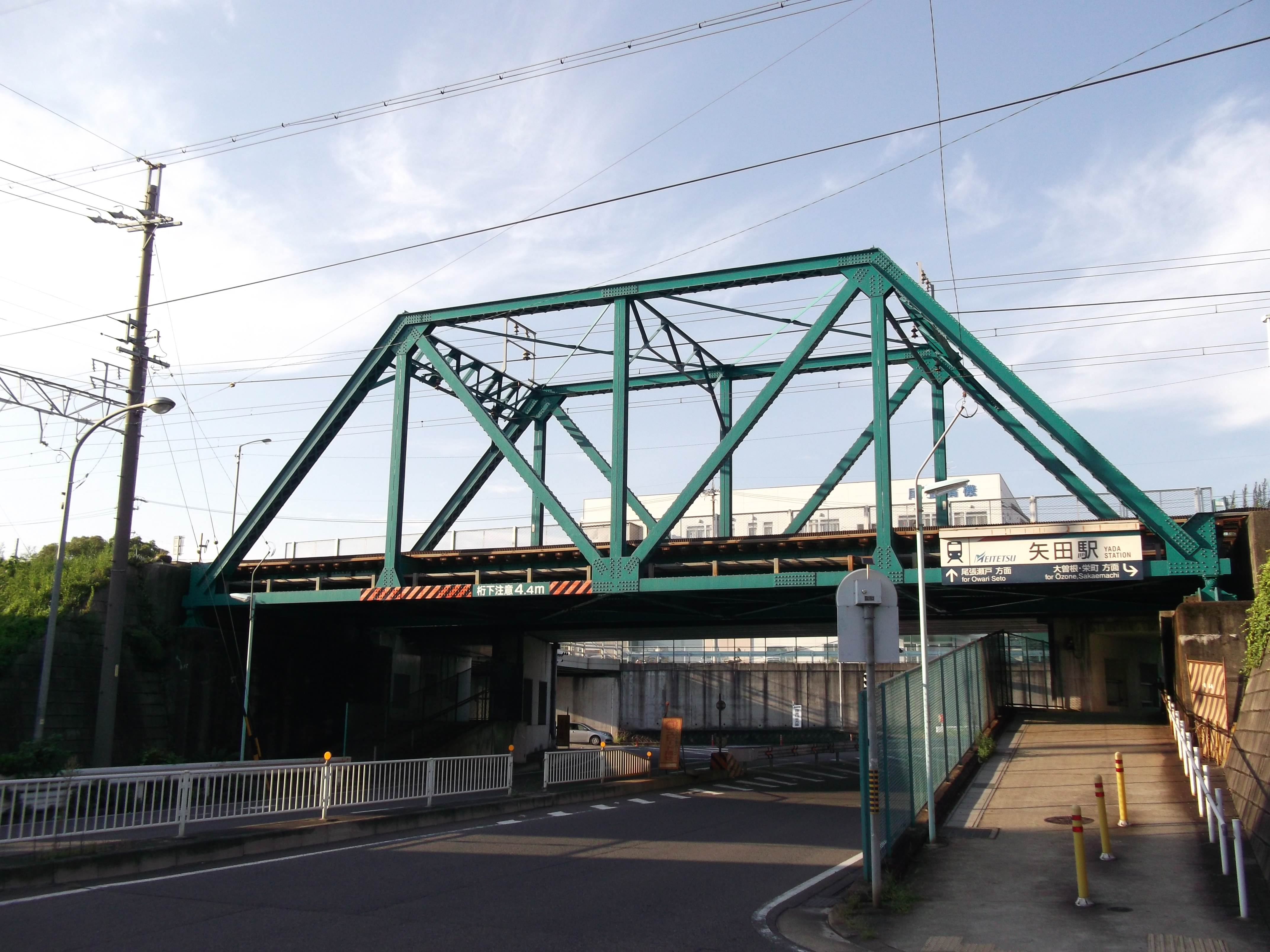
南東側より撮影（2014年9月）

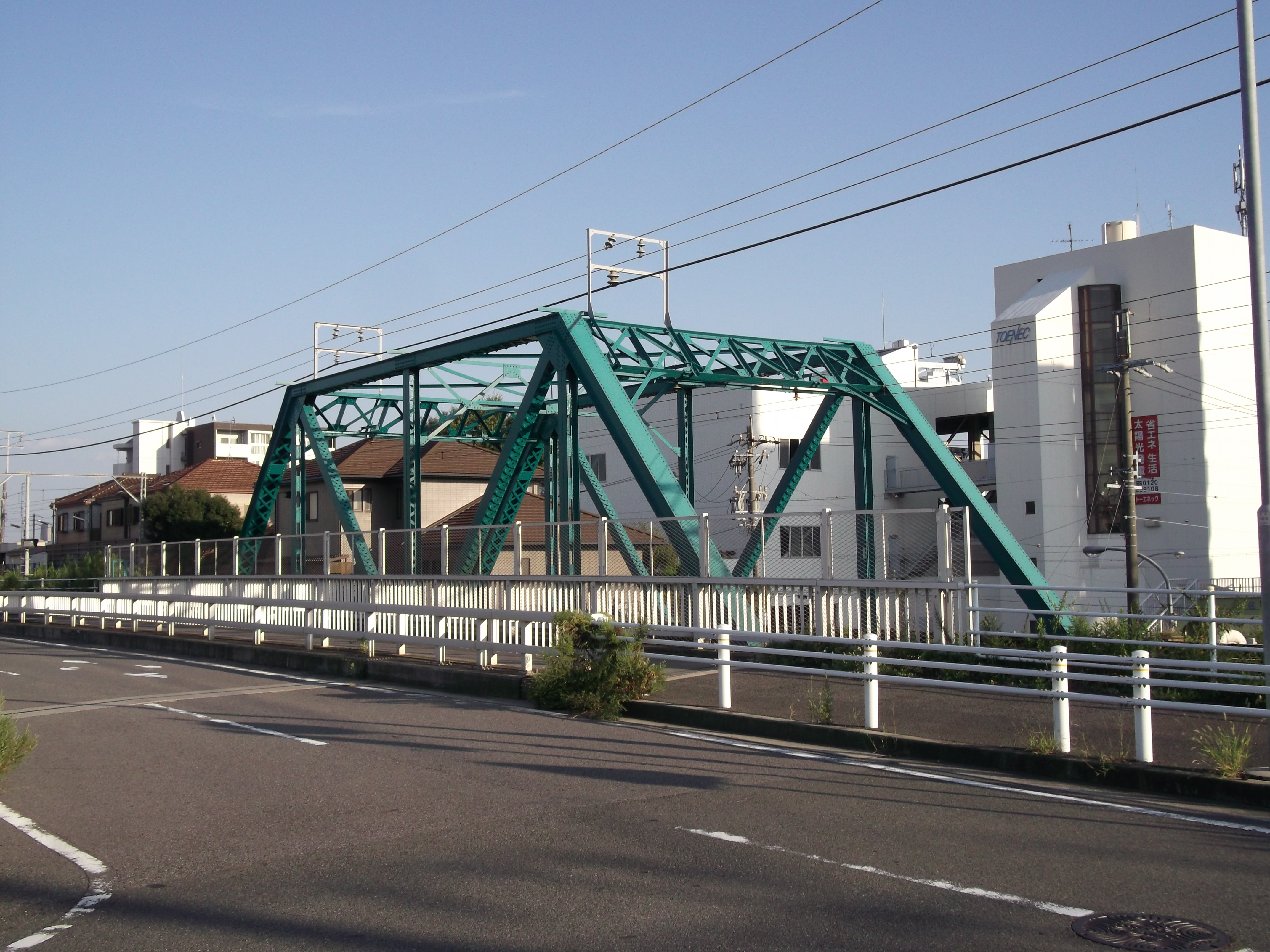
北西側より撮影（2014年9月）

矢田橋梁（やだきょうりょう）は、愛知県名古屋市東区の瀬戸街道（愛知県道61号名古屋瀬戸線・愛知県道15号名古屋多治見線との重複区間）に架かる名鉄瀬戸線の鉄道橋である。

## 概要
名鉄瀬戸線の大曽根駅 - 矢田駅間の瀬戸街道に架かる全長約27mの橋梁である。
本橋梁は名鉄瀬戸線で唯一のトラス橋であり、矢田駅の西側に位置する。また、北側には瀬戸街道をパスする道路橋および歩道橋が隣接している。
瀬戸街道が名鉄瀬戸線をアンダーパスするために、瀬戸電気鉄道（現在の名古屋鉄道）により1937年（昭和12年）9月に設計され、名古屋鉄道により太平洋戦争中の1942年（昭和17年）頃に架設された。瀬戸街道は本橋梁下の掘割を通る形となっている。
- 供用：1942年（昭和17年）頃
- 延長：約27m・複線式
- 構造：鋼下路プラットトラス桁1連
- 区間：愛知県名古屋市東区大幸一丁目～東区矢田四丁目

## その他
ナゴヤドーム（バンテリンドーム ナゴヤ）で野球の試合がある日は、栄町方面から矢田駅で下車した利用客がこのトラス橋を潜っていく。尾張瀬戸方面からの利用客はこのトラス橋を潜らない。